# コング山脈

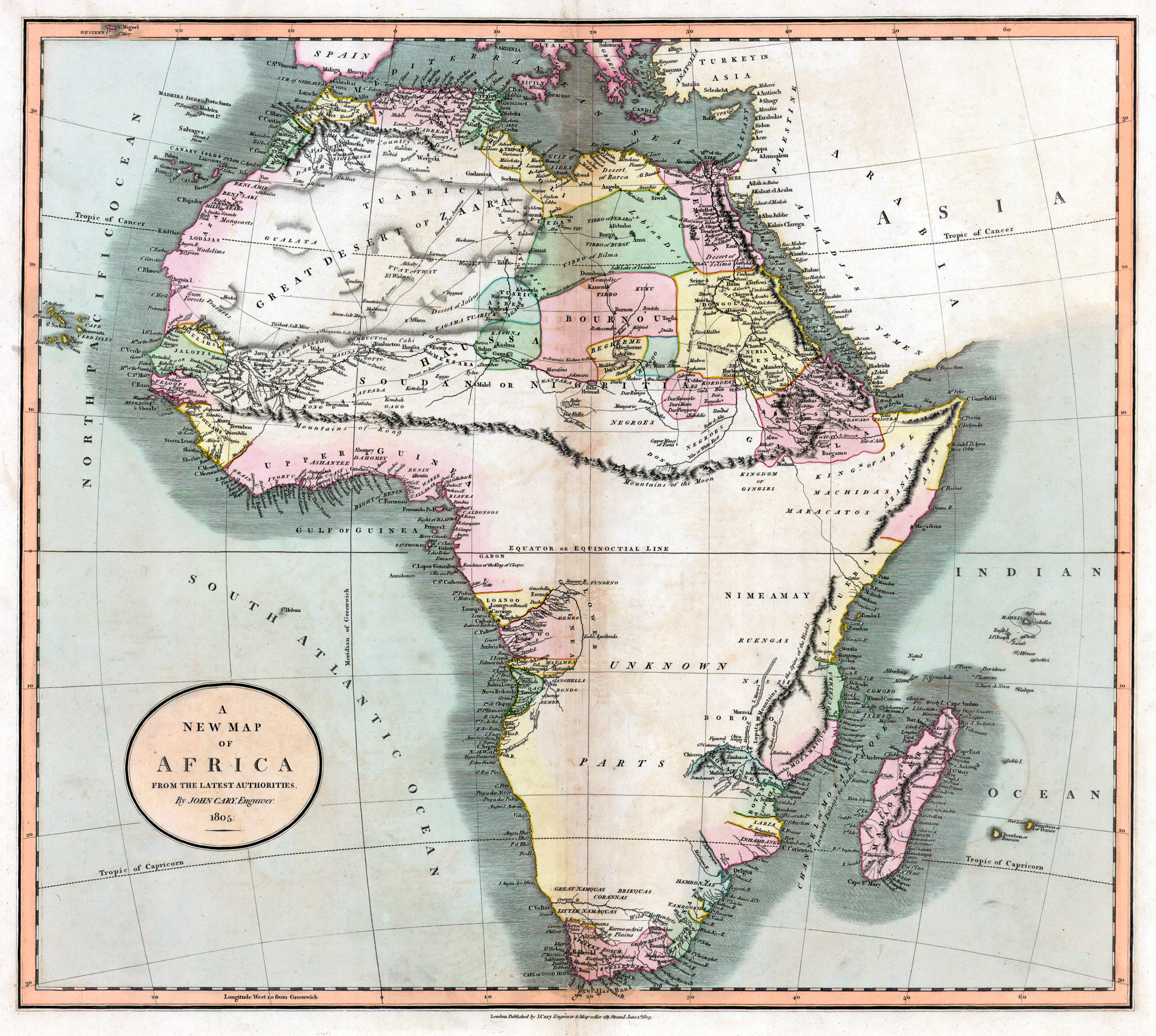
ジョン・ケリーによる1805年のアフリカ地図。大陸中西部に、実在しないコング山脈が東西に描かれており、実在しないムーン山脈にまで伸びている。

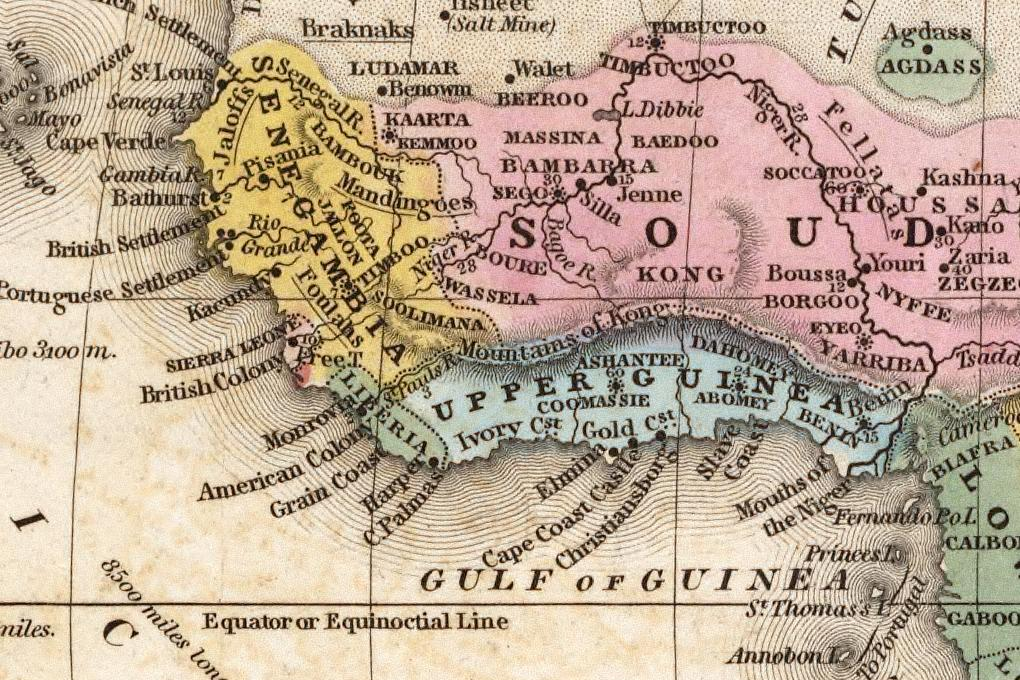
1839年のミッチェルの地図に描かれたコング山脈

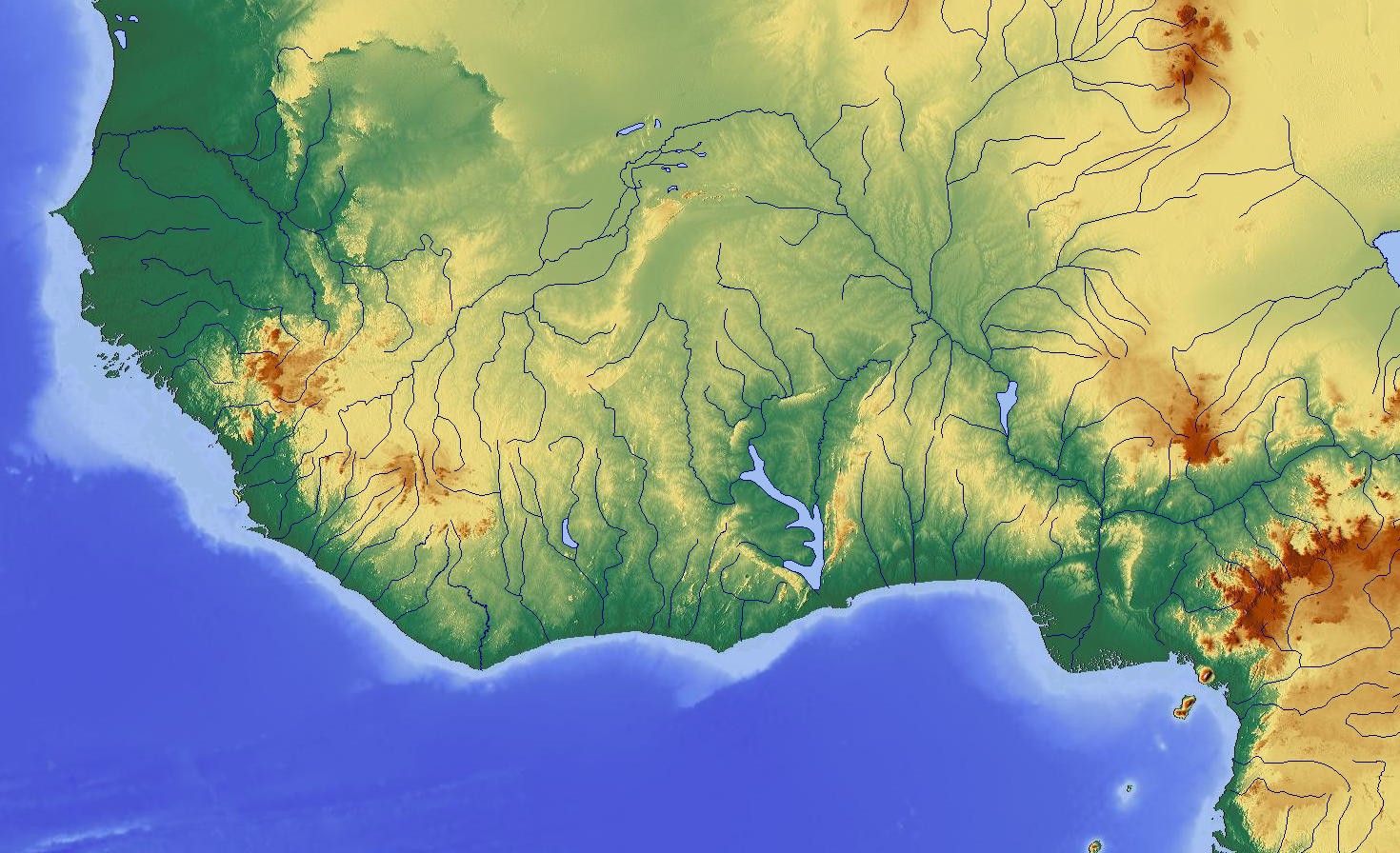
実際の地形図

コング山脈（コングさんみゃく、英: Mountains of Kong）は、1798年から19世紀後半までアフリカの地図に描かれていた、実在しない山脈。ギニアのニジェール川水源近くの高地から始まり、中部アフリカ付近にまで東西に横たわっていると考えられていた。

## 歴史
1798年、イングランドの地図学者、ジェイムズ・レンネルは、スコットランドの探検家ムンゴ・パークの情報に基づき、アフリカの地図に初めてこの山脈を掲載した。今日のブルキナファソのワンガラ付近が起点となっていた。なお、「コング山脈」の名称は、12世紀ごろから栄えて、一時はコング帝国の首都にもなった町、コングに由来する。
ドイツの地図製作者ヨハン・ライネッケも、1804年の地図にこの山脈を記載した。1805年にはイングランドの地図製作者ジョン・ケリー (John Cary) が、この山脈が、同じく幻のムーン山脈（月の山脈）と繋がっているとの記載を初めて掲載した。
その後も様々な探検家が西アフリカを訪れたが、19世紀末まで、この山脈が存在しないことに気づいた人はいなかった。この地を訪れた探検家には、ギニアのフータ・ジャロン山地を調べたフランスのルネ・カイエ、イギリスのリチャード・レモン・ランダー兄弟、ニジェール川の水源を調べたスコットランドのヒュー・クラッパートンなどがいる。
アメリカの歴史学者が発表した1991年の論文によると、1798年から1892年の間にこの山脈を記載した地図は40に上っている。
フランスの探検家ルイ・ギュスターヴ・ビンガーは、1887年から89年にかけた探検を元に、この山脈が存在しないとした報告を発表した。それを機に、この山脈の記述はおおむね地図から消えた。
ただし、1928年のバーソロミューのオクスフォード・アドバンスト・アトラスには、北緯8度40分 西経5度00分 / 北緯8.667度 西経5.000度の位置に,
この山脈が描かれている。1995年のジョン・ポール・グードの世界地図にも、誤ってこの山脈が掲載されてしまった。

## コング山脈が描かれている地図

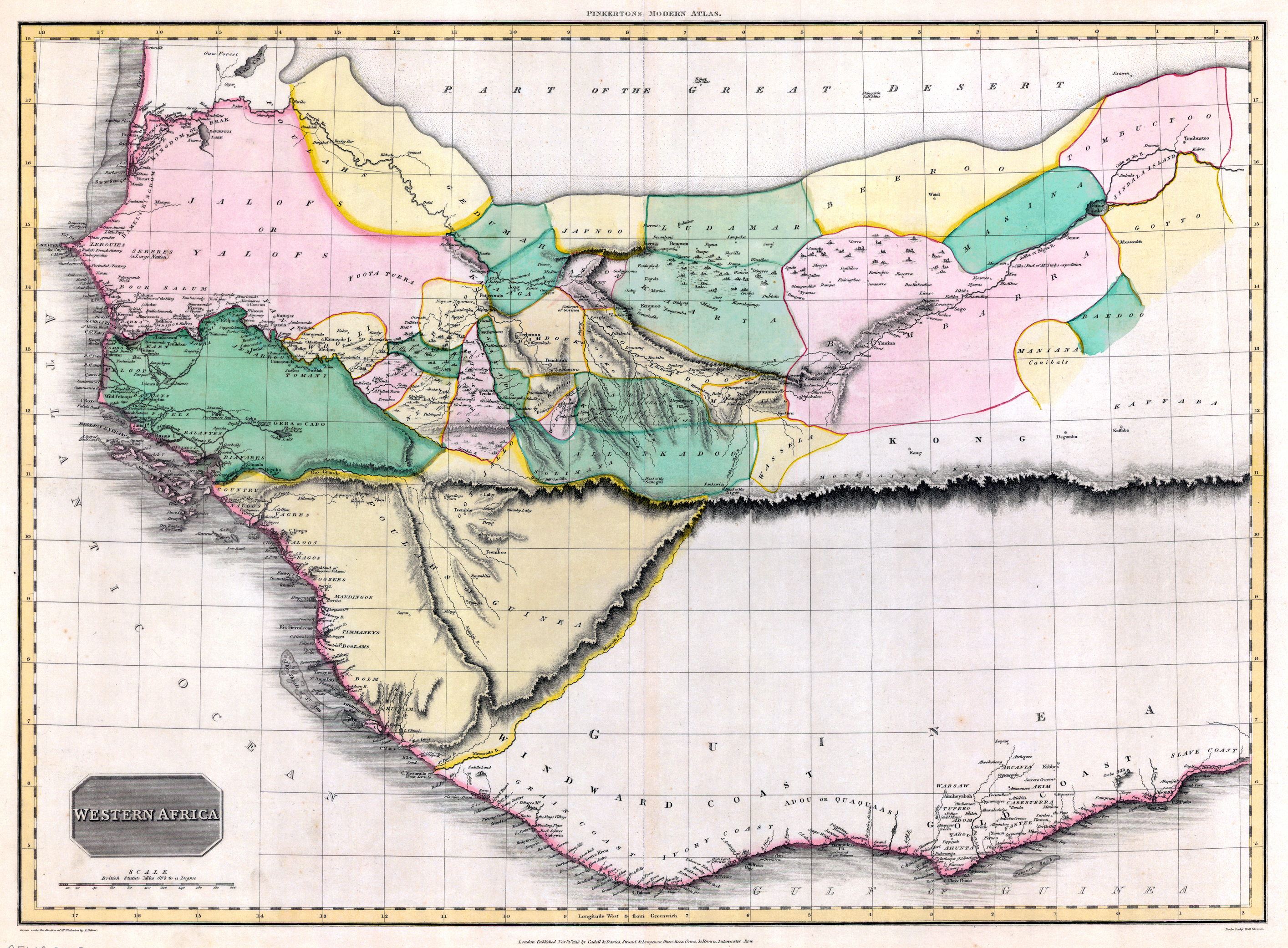
1813年のジョン・ピーカートン（英語版）による地図。
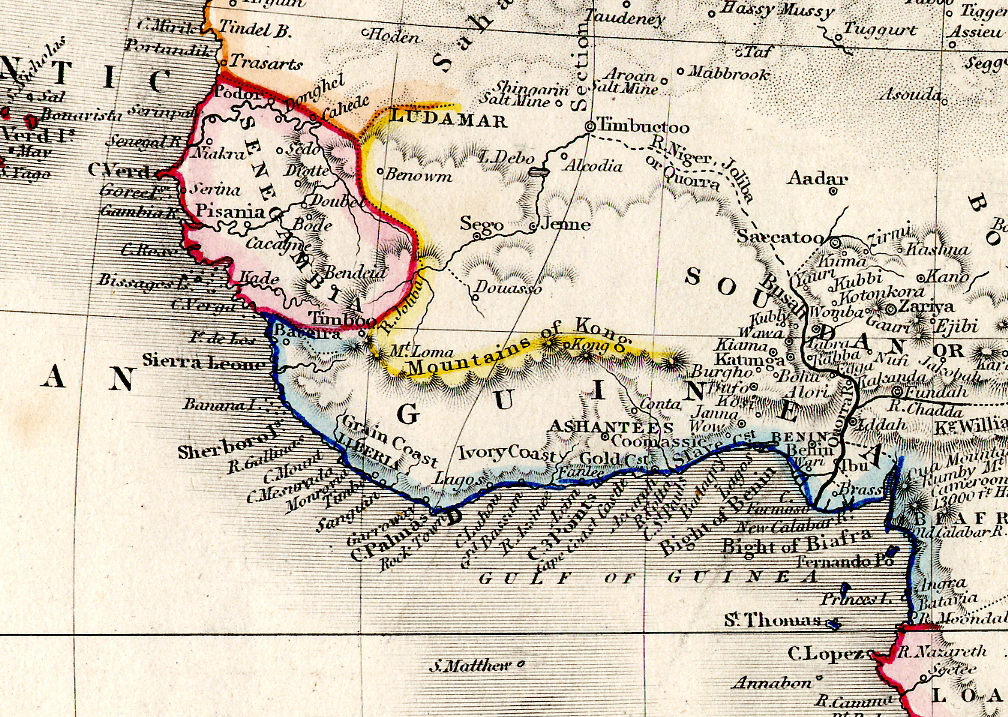
1850年のミルナーによる地図。
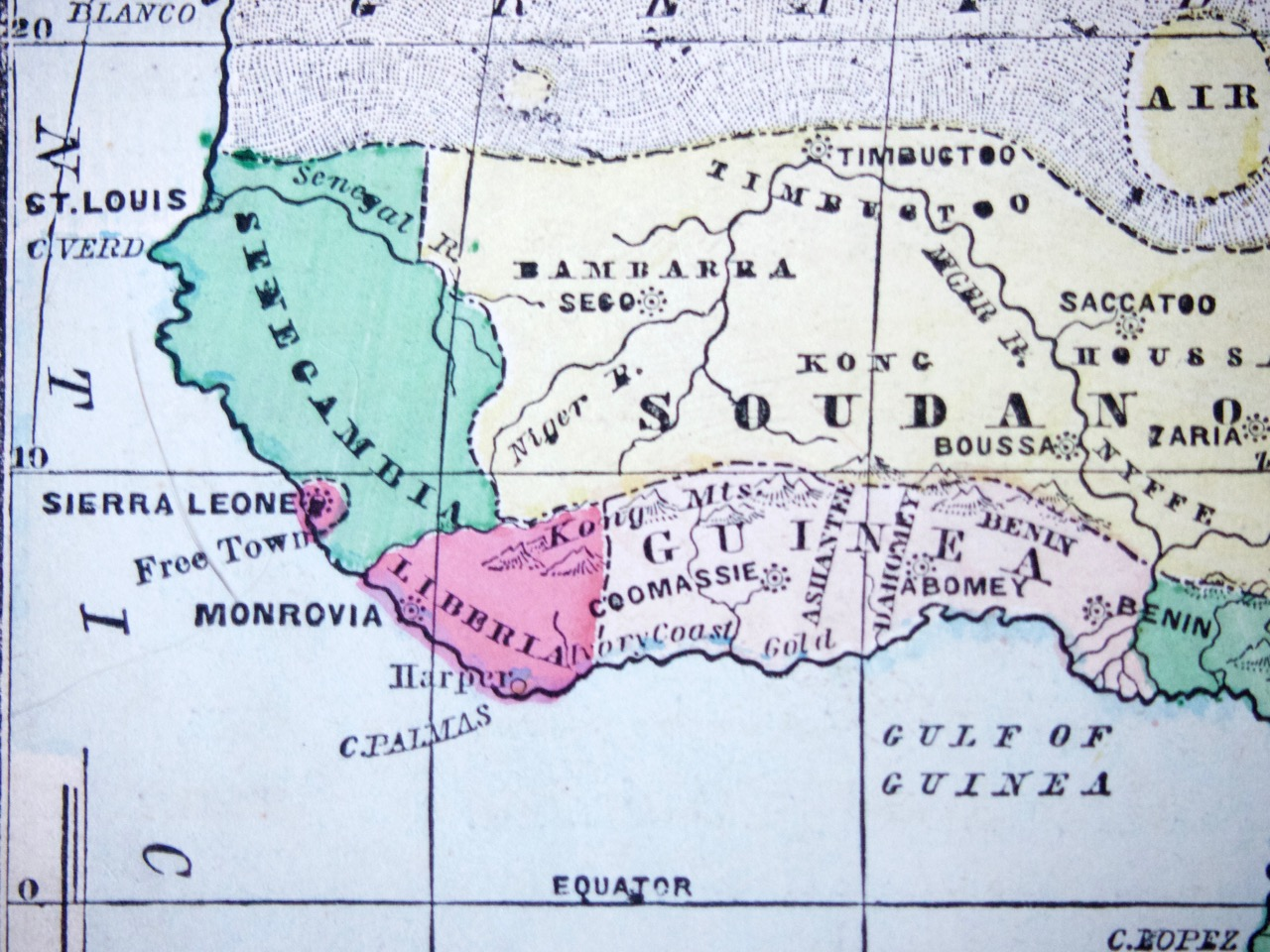
1872年のモンティスによる地図。
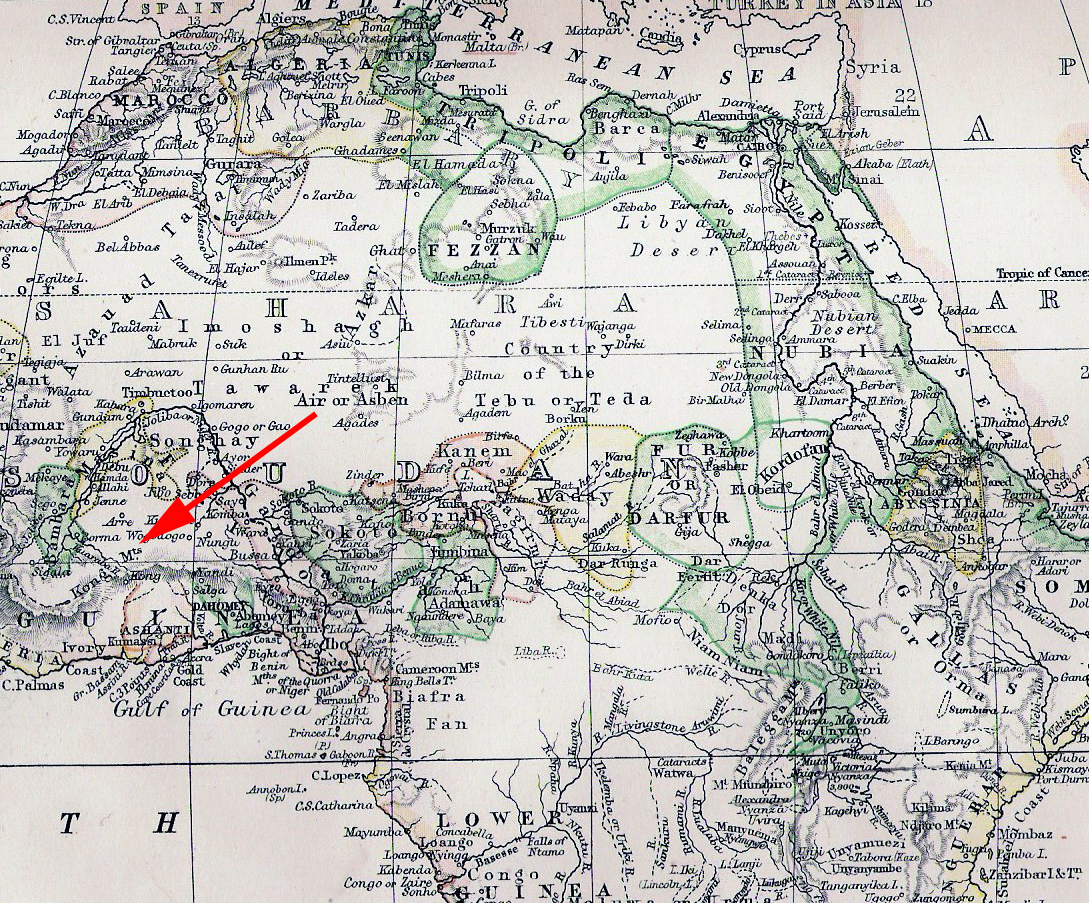
1882年のジェームス・レンネル（英語版）による地図。矢印の箇所がコング山脈。